# Halaibîne, Borzna
Halaibîne (în ucraineană Галайбине) este un sat în comuna Vîsoke din raionul Borzna, regiunea Cernihiv, Ucraina.

## Demografie
Componența lingvistică a localității Halaibîne
     Ucraineană (99,26%)
     Alte limbi (0,74%)
Conform recensământului din 2001, majoritatea populației localității Halaibîne era vorbitoare de ucraineană (99,26%), existând în minoritate și vorbitori de alte limbi.